# 甲天下集团
察殿酒店和公寓集团（英文：Chatrium Hotels and Residences），原名甲天下酒店为泰国城市地产集团（英文：City Realty Company Limited）的投资组合，总部位于曼谷，旗下有三家五星级酒店，两家酒店式公寓，多承接泰国、缅甸外交会议及活动，并接待名人来访。2011年被Expedia内部推荐榜（英文：Expedia Insiders’ Select List）评为顶级酒店。

## 概览
察殿集团分布在泰国曼谷和缅甸仰光。察殿曼谷河畔豪华酒店和察殿曼谷河畔豪华公寓位于湄南河畔，察殿恩博利豪华酒店位于曼谷素坤逸路，察殿曼谷沙吞酒店式公寓位于NARATHIWAS24巷，察殿仰光皇家湖酒店面对仰光大金塔。酒店及公寓共有客房1800间，设施包括中、日、泰、西式餐厅，游泳池，健身中心，大堂酒廊，水疗、桑拿及蒸汽浴，园林花园，会议室服务，秘书服务。2013年集团旗下三个餐厅、酒吧、总统长廊套房翻修，由建筑设计公司DWP承设，报道见缅甸杂志《Golf magazine》2013年7月版。
察殿集团为泰国城市地产集团的投资组合之一，泰国城市地产集团创建于1987年，大部分股份由陈有汉（英文：Chatri Sophonpanich）持有，其来自泰国商业世家梭蓬帕匿（英文：Sophonpanich）家族。
酒店与公寓曾承办会议有信息通讯技术国际商务匹配活动、毒品控制政府高级官员会议、缅甸中国企业商会联欢晚会、美国缅甸商会成立酒会、缅甸日本艺术家联合音乐会等，并被泰国旅游交易会 (TTM+）指定为官方酒店。2013年2月甲天下仰光酒店被CNN旅行频道列入高端品牌。(英文：Among the current crop of big brand hotels are the Parkroyal from Singapore, The Chatrium Hotel from Thailand and the Sedona Hotel from Malaysia.)

## 历史
2008年12月，察殿曼谷河畔豪华酒店与察殿曼谷河畔豪华公寓正式开业，察殿集团正式创立。之后有了察殿恩博利豪华酒店，察殿仰光皇家湖酒店，察殿曼谷沙吞酒店式公寓。察殿集团为泰国城市地产集团的投资组合之一。
2011年——2013年，和到到网（TripAdvisor）、订房网（Booking）、假日进出（HolidayCheck）、五星联盟（Fivestaralliance）、亚洲客房（Asiarooms）等多家全球酒店预定网站达成合作，并推出客户忠诚度项目，与东南亚国家旅行杂志、高端商业杂志联合推出有奖旅行计划，对仰光和曼谷品牌下的三个餐厅和酒吧以及总统长廊套房进行了翻修。
2015年东盟经济共同体建成之前，将扩张五星级酒店到四家，地址为曼谷，在普吉岛落成一处地产。海外市场重心是缅甸，将在察殿仰光皇家湖酒店增设100套套房。中国也将成为潜在发展方向。早在2008年的上海嘉定盘古天地项目就是泰国城市地产集团在中国大陆地区的首个地产项目。)